# Râul Ciulucul Mare
Râul Ciulucul Mare este un afluent de stânga al râului Ciulucul Mic. Valea râului este slab șerpuitoare, cu lățimea de 0,5 km la izvor și se lărgește până la 5 km în cursul inferior. Albia râului este de 3-16 m neramificată, lățimea râului: 2-15 m; adâncimea: 0,1-0, m; viteza apei: 0,1 - 0,5 m/s.
Situația hidrografică a râului Ciulucul Mare este degradată, ultimii ani acest râu din centrul Moldovei este parțial secat. Ecologia râului este într-o stare insalubră, gunoiști neautorizate sunt create spontan pe tot cursul râului și în bazinul acestuia.
În cursul de mijloc, în preajma localității Mihailovca din raionul Sîngerei, se află rezervorul de apă de pe râul Ciuluc, o arie protejată din categoria monumentelor naturii de tip hidrologic.

## Galerie de imagini

### Valea râului

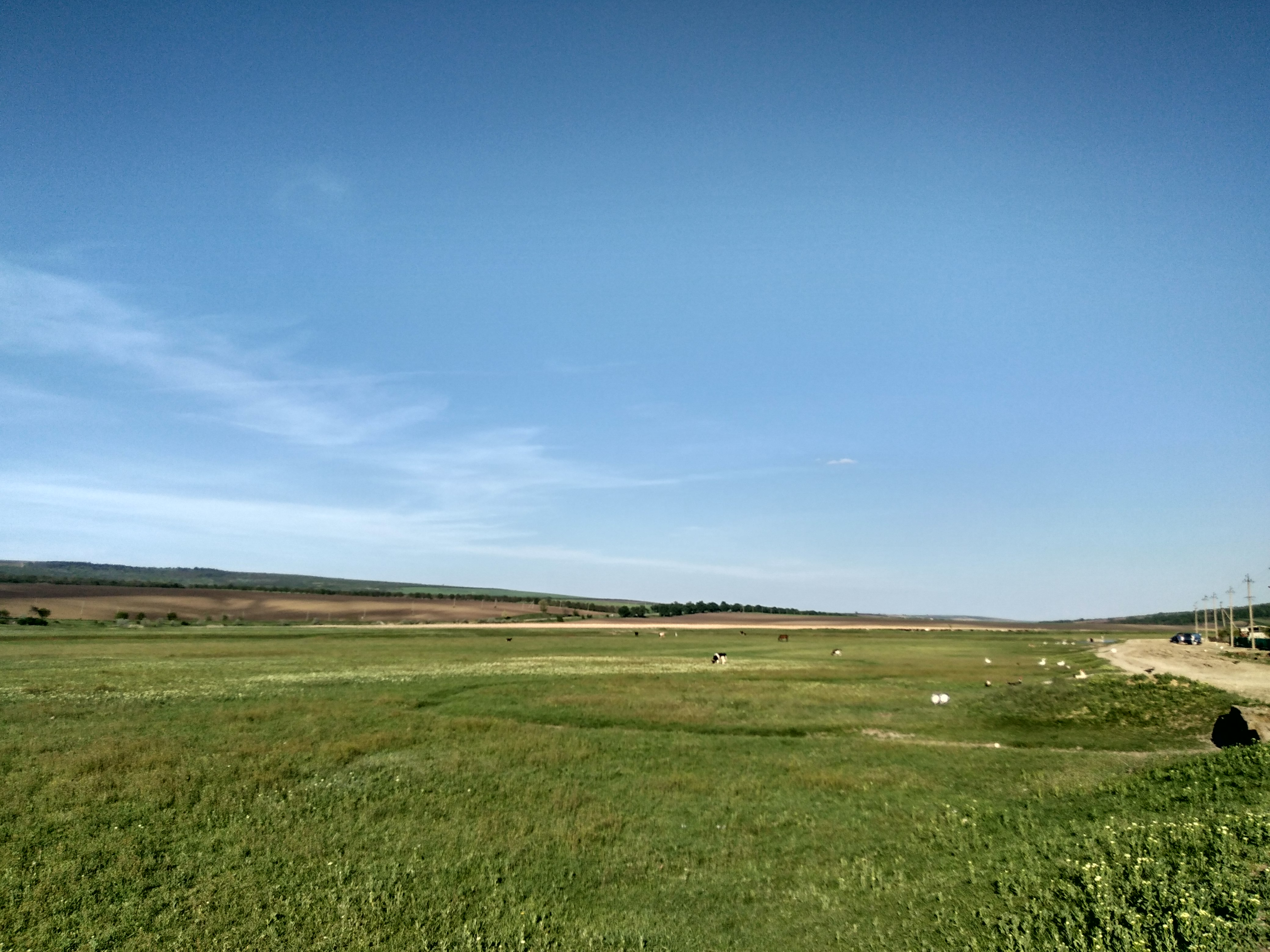
Lunca râului Ciulucul Mare în apropiere de satul Mihailovca, Sîngerei
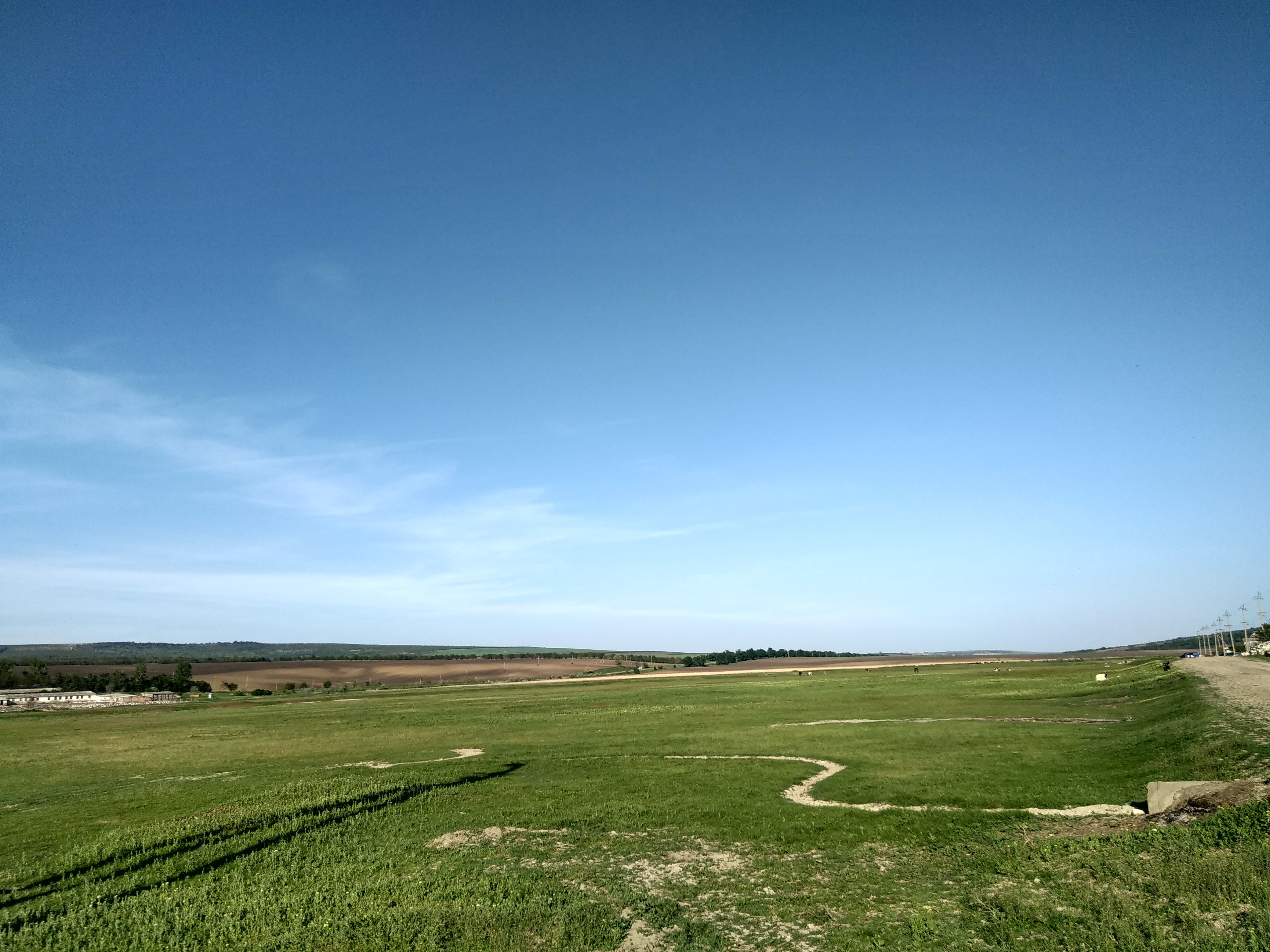
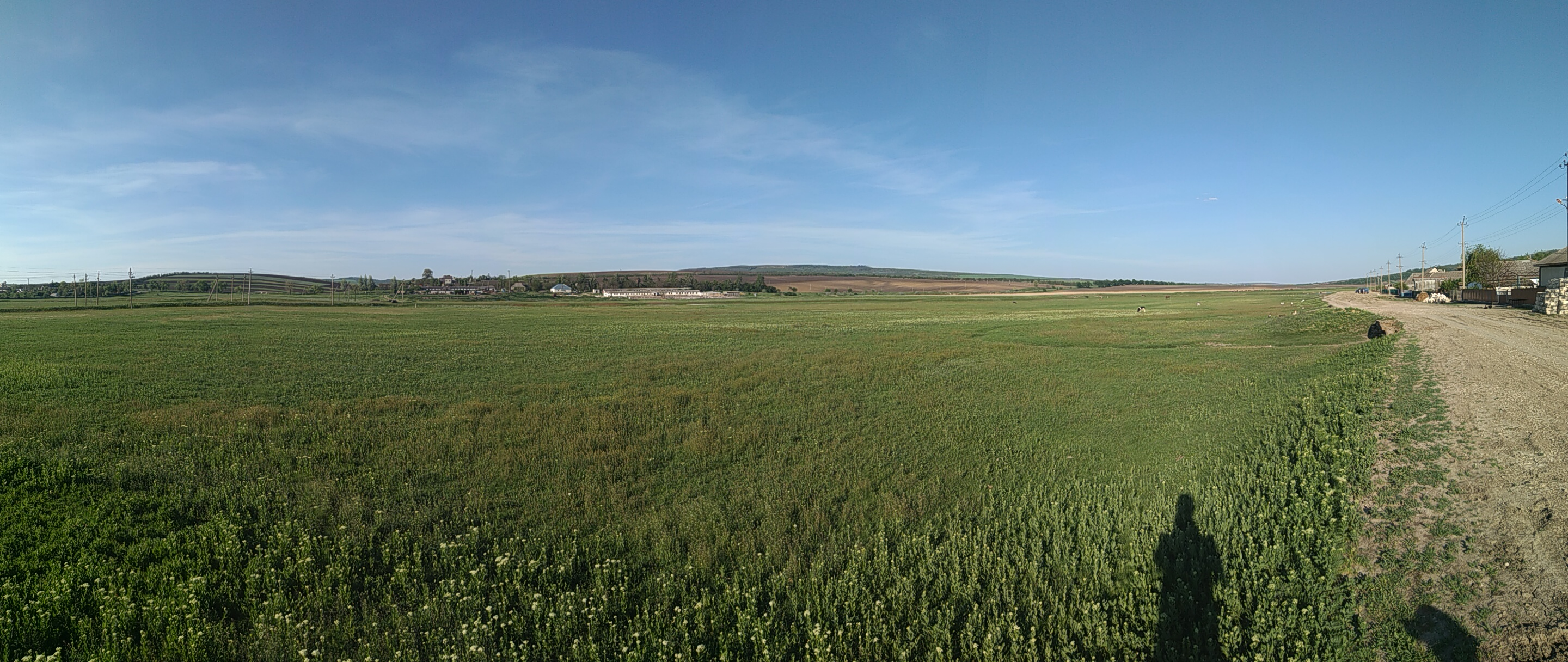